# Johannes Stöffler
Johannes Stöffler (10 décembre 1452, probablement à Justingen près de Blaubeuren – 16 février 1531 à Blaubeuren) était un mathématicien, astrologue et prêtre allemand. Il fabriquait lui-même des instruments astronomiques tels qu’horloge astronomique et astrolabes. professeur à l'université de Tübingen, il a composé le Calendarium Romanum magnum, imprimé en 1518 à Oppenheim par Jacobus Köbel.

## Biographie

### Origine et études

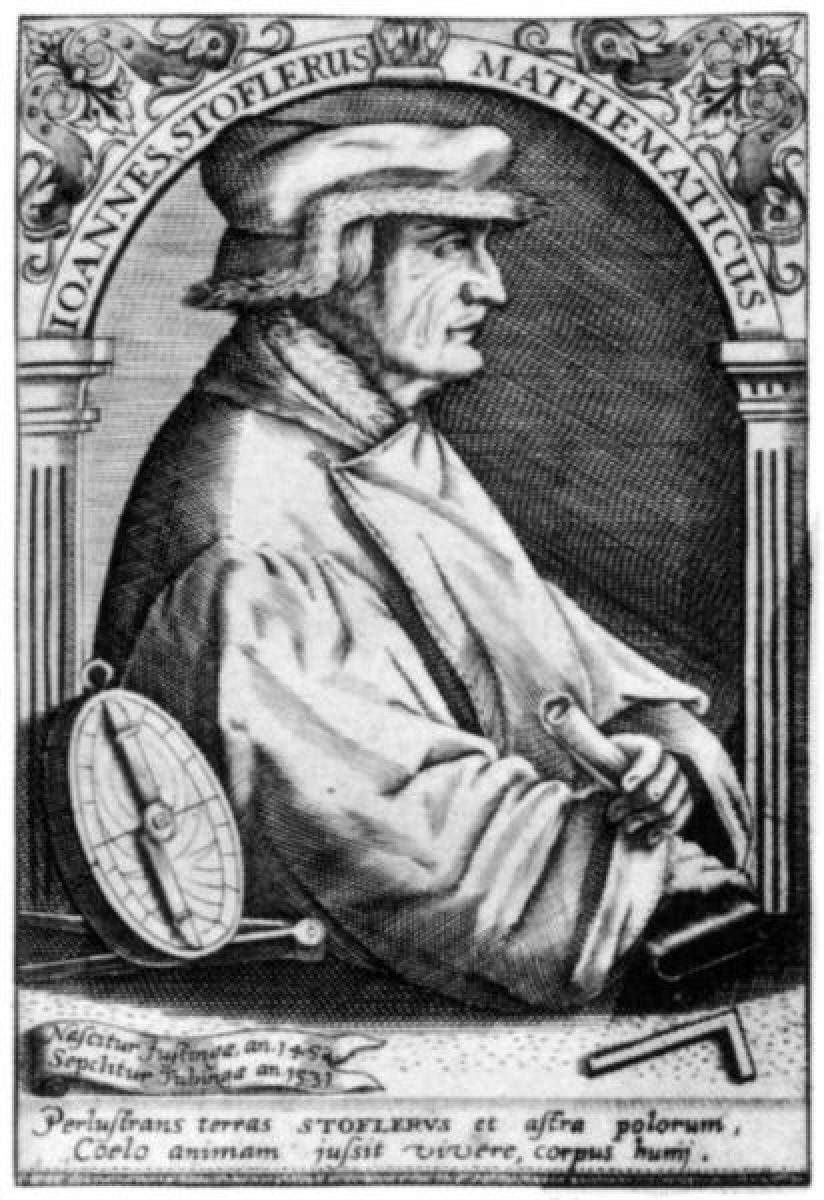
Gravure de l'atelier de Théodore de Bry, publié en 1598 au tome II de sa Bibliotheca chalcographica.

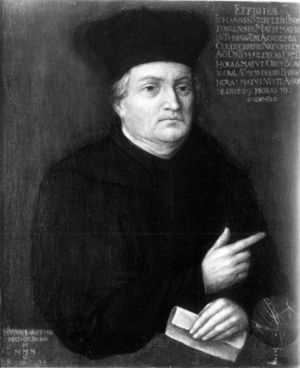
Portrait idéalisé de Johannes Stöffler, composé en 1614 pour la galerie des professeurs de Tübingen.

Johannes Stöffler est né le 10 décembre 1452 à Blaubeuren ou Justingen dans le Jura souabe et fréquenta l'école de latin de Blaubeuren. Il fut l'un des premiers inscrits à l'université d'Ingolstadt (21 avril 1472) qui venait d'ouvrir ses portes, et était reçu baccalaureus au mois de septembre 1473. Au mois de janvier 1476 il obtenait le grade de Maître ès arts (magister). À la fin de ses études, il devint curé de Gundershofen dans la seigneurie de Justingen, possession des barons von Stöffeln. Dès 1473 il obtint la charge de chapelain de la paroisse de Justingen, qui n'était rien d'autre qu'une prébende, et en 1481 en devint le curé en titre : c'était une paroisse opulente, qui entretenait, outre le curé, un prêtre suppléant. Cette même année, les chanoines du chapitre d'Ehingen l'élurent doyen d'Autriche antérieure.
Stöffler était vraisemblablement parent (cousin) des seigneurs von Stöffeln. Cette hypothèse repose sur les bienfaits des seigneurs de Justingen (barons von Stöffeln) à son égard, et également sur le fait qu'il usait des armoiries de cette famille, et porta finalement même leur nom.

### Pasteur, astronome et fabricant d'instruments
Il exerça pendant 30 ans la charge de prêtre à Justingen et dans les environs, mais c'est en autodidacte qu'il apprit l'astronomie et pratiqua l'astrologie. Il gagna l'estime des savants grâce à la qualité de ses instruments astronomiques, qu'il fabriquait dans son atelier, qualifié d’officine. En 1493 il mit la dernière main au grand globe céleste offert à l'évêque Daniel Zehender de Constance à l'occasion de son intronisation. Stœffler se rendit derechef trois ans plus tard sur les bords du lac de Constance, pour fabriquer l'horloge de l’abbaye de Petershausen. Il offrit un autre globe céleste à l'évêque humaniste de Worms Jean III de Dalberg (1445–1503), sur lequel il avait rehaussé les principales étoiles d'or fin. 
En 1499, Stœffler publia avec la collaboration de l'astronome d'Ulm Jakob Pflaum son Almanach, continuation des éphémérides de Regiomontanus. Il entretenait d'étroites relations avec l'humaniste Johannes Reuchlin, à qui il offrit une équatoire, instrument permettant de reconstituer la véritable trajectoire du Soleil et de la Lune ; deux ans plus tard, il lui envoya son horoscope. L'activité astrologique de Stœffler participa également de son renom dans la République des Lettres.

### Professeur à l'université de Tübingen
L'attention du duc Ulrich de Wurtemberg fut attirée par ce pasteur érudit, dont il fit son conseiller (Rat von Haus aus) en 1505 et pour lequel il institua une chaire à l'université de Tübingen : à partir de 1511, Stöfler y enseigna les mathématiques et l'astronomie. En marge de sa tâche de professeur, il poursuivait la fabrication d'instruments d'astronomie, de globes et d'horloges, et notamment l'horloge astronomique du pignon de l'hôtel de ville de Tübingen, qui fonctionne toujours. La déposition du duc Ulrich, en 1519, força Stöffler à défendre ses prérogatives.
Une épidémie de peste amena en 1530 le déménagement des professeurs de l'université à la campagne. Stöffler, qui s'était retiré pour l'occasion à Blaubeuren avec une partie des maîtres de sa faculté, y mourut le 16 février 1531 de la peste. On l'inhuma dans le chœur de la cathédrale de Tübingen. Theodor Reysmann, disciple de Stöffler et de Melanchthon qu'il avait rejoints à Blaubeuren, composa une ode funèbre pour la mémoire de Stöffler.
Gratien de Semur rappelle en termes plaisants qu'en 1499, Johannes Stöffler aurait prédit qu'un déluge recouvrirait le monde entier le 20 février 1524 : « Pouvait-on échapper au déluge, puisque à l'époque prédite, Saturne, Jupiter, Mars et les Poissons devaient être en conjonction ? Aux approches du terme fatal, ce fut une terreur générale ; et partout, dans les villes et dans les campagnes, on vit surgir une foule de Noés en expectative. Les charpentiers ne pouvaient suffire à la confection de bateaux, d'arches et de bâtiments de toutes les dimensions. Le terrible mois de février s'écoula sans qu'il tombât une goutte d'eau. Alors, dit un historien, on vit ceux qui avaient éprouvé le plus de terreur, se moquer de Stœffler et le traiter de charlatan. »

## Postérité
Le cratère d'impact lunaire Stöfler (avec un seul f) a été nommé en son honneur.

### Littérature
- (de) Karl Hartfelder, « Stöffler, Johannes », dans Allgemeine Deutsche Biographie (ADB), vol. 36, Leipzig, Duncker & Humblot, 1893, p. 317-318
- J. C. Albert Moll, Johannes Stöffler von Justingen: Ein Characterbild aus dem ersten Halbjahrhundert der Universität Tübingen (Écrits de l'Union pour l'histoire de Bodensee et ses environs, n°8). Commissionsverlag de Joh. Thom. Stettner, Lindau 1877.